# Campynemanthe
Campynemanthe es un género  de plantas  perteneciente a la familia Campynemataceae.Comprende 3 especies descritas y   aceptadas.

## Taxonomía
El género fue descrito por Henri Ernest Baillon y publicado en Bulletin Mensuel de la Société Linnéenne de Paris 1106. 1893. La especie tipo es: Campynemanthe viridiflora Baill.

## Especies aceptadas
A continuación se brinda un listado de las especies del género Campynemanthe aceptadas hasta octubre de 2013, ordenadas alfabéticamente. Para cada una se indica el nombre binomial seguido del autor, abreviado según las convenciones y usos.
- Campynemanthe neocaledonica (Rendle) Goldblatt
- Campynemanthe parva Goldblatt
- Campynemanthe viridiflora Baill.